# Shannon Kane
Shannon Kane (14 settembre 1985) è un'attrice statunitense.

## Biografia
Ha frequentato il Portage Central High School, a Portage, Michigan, laureandosi nel 2003.
Ha un figlio di nome Zion.

## Filmografia

### Cinema
- Diary of a Tired Black Man, regia di Tim Alexander (2008)
- Brooklyn's Finest, regia di Antoine Fuqua (2009)
- Blood and Bone, regia di Ben Ramsey (2009)
- S.W.A.T.: Firefight, regia di Benny Boom (2011)
- Madea's Big Happy Family, regia di Tyler Perry (2011)
- The Collection, regia di Marcus Dunstan (2012)
- OneA.M., regia di Richard Radstone (2014)
- Tap Shoes & Violins, regia di Dax Brooks (2015)

### Televisione
- CSI: Miami (2006)
- Febbre d'amore (2007)
- Entourage (2007)
- All My Children (2008-2011)
- The Originals (2013)
- Seasons of Love (2014)
- Code Black (2018)
- American Soul (2019)
- Terror Lake Drive (2020)
- Reasonable Doubt (2022)